# Ernesto, Arquiduque da Áustria
Ernesto de Áustria (Viena, 15 de junho de 1553 - Bruxelas, 12 de fevereiro de 1595), Arquiduque de Áustria, filho do imperador Maximiliano II e da Infanta Maria de Espanha.
Foi educado junto com seu irmão Rodolfo (futuro imperador), na corte de Felipe II de Espanha. De 1573 a 1587 foi candidato ao trono da Polonia.
Desde 1576 governou o Arquiducado de Áustria, onde promoveu a Contrarreforma. Em 1590 foi nomeado governador regente da Áustria interior durante a menoridade de seu irmão Fernando II de Habsburgo, e em 1594 foi designado governador dos Países Baixos.